# Международный католический колледж Святого Иосифа
Международный католический колледж Святого Иосифа (англ. St Joseph's International Catholic College), также известный как Джоис (англ. Joeys), является частной католической международной начальной и средней школой, расположенной в Бороко, Порт-Морсби, Папуа — Новая Гвинея. Школа обеспечивает образование от дошкольного возраста вплоть до 12 класса. Школа, основанная в 1917 году, является одной из старейших в Папуа-Новой Гвинее и расположена рядом с приходской церковью Святого Иосифа.

## История
Школа Святого Иосифа была основана в 1917 году как школа для детей иностранцев, проживающих в Порт-Морсби. Первоначально колледж располагался в монастыре дочерей Богоматери Святейшего Сердца за собором Святой Марии, и обучение началось всего с 15 учениками. Сестра Мэри Картидж была первым директором школы:1.
Школа была закрыта в 1941–1946 годах из-за войны. После войны набор учащихся неуклонно рос, и к концу 1950-х годов помещения школы стали слишком малы, чтобы удовлетворить потребности детей. Население вокруг Бороко выросло, и возникла необходимость в католической школе в этом районе, поэтому было решено, что церковь Святого Иосифа переедет в Бороко. Переезд занял несколько лет и осуществлялся поэтапно, начиная с переезда одного класса из Порт-Морсби в церковный зал в Бороко в 1957 году. Сёстры Богоматери Святейшего Сердца преподавали в зале, пока строилась новая школа.
После того, как в 2004 году начались занятия в средней школе, школа стала Международным католическим колледжем Святого Иосифа. Первая группа учащихся 10-го класса сдала экзамены на получение школьного аттестата Папуа — Новой Гвинеи и школьного аттестата Нового Южного Уэльса в 2007 году. Первая группа учащихся 12 класса сдала экзамены на получение аттестата о высшем образовании Папуа — Новой Гвинеи и аттестата о полном среднем образовании Нового Южного Уэльса в 2009 году.

## Учебная и спортивная программа
Школа имеет выдающуюся репутацию по результатам экзаменов. С момента начала занятий в средней школе колледж неизменно возглавляет результаты Порт-Морсби на государственных экзаменах 8-го класса и индексных рейтингах сертификатов 10-го класса. В предыдущие годы, когда проводились экзамены за 6 класс, тоже получались высокие оценки.
Колледж регулярно участвует в соревнованиях по лёгкой атлетике, плаванию, баскетболу и волейболу:3:2. Межшкольные соревнования союза регби в Национальном столичном округе были начаты в 2013 году, когда полевые команды колледжа Святого Иосифа участвовали в гранд-финальных матчах всех трёх дивизионов — мужчин до 14 и 17 лет и женщин до 17 лет.

## Известные выпускники
- Данкан Макмикин[англ.] — судья Верховного суда Квинсленда[9]